# Syngnathus louisianae
Syngnathus louisianae — вид морських іглиць, що мешкає в західній частині Атлантичного океану від Вірджинії, Бермуд і Мексиканської затоки до Кампече і Ямайки, але відсутня на Багамах. Морська субтропічна демерсальна риба, що сягає 38 см довжиною.